# Cormac mac Art Ó Melaghlain
Cormac mac Art Ó Melaghlain (mort en 1239), est  roi titulaire de Mide  vers  1209/1213 à 1239. Il parvient à remporter plusieurs victoires importantes sur les Anglo-normands et de ce fait il est l'un des plus notables parmi les derniers rois de Mide. Cependant, les gains territoriaux réalisés par Cormac, ne devaient pas survivre à la fin de son propre règne, et les seigneurs du Clan Cholmáin postérieurs perdirent ensuite toute influence dans la politique de l'Irlande médiévale ultérieure.

## Contexte
La famille de Cormac a fourni des souverains au royaume de Mide depuis au moins le début du VIe siècle. Connue comme le  Clan Cholmáin, elle compose une lignée des Uí Néill du Sud. Ses membres prennent le surnom de 
Uá Máel Sechlainn ultérieurement anglicisé en Ó Melaghlin / Ó Melaghlain, de leur prestigieux ancêtre, Mael Seachnaill Ier mac Mael Ruanaid, qui règne comme Ard ri Erenn de 845 à 860. Un de ses descendants , un autre des ancêtres de Cormac;  Máel Sechnaill mac Domnaill, connu comme Máel Sechnaill II, est Ard ri avant et après le règne de Brian Boru. Après le règne Mael Seachnaill II Mór de 976 à 1022, le Royaume de Mide perd rapidement une grande partie de son ancienne puissance.
Malgré, ou peut-être à cause de sa situation dans le centre de l'Irlande, le royaume de Mide devient 
un auxiliaire dans les luttes de pouvoir entre les nouveaux royaumes dominants, alors que le pouvoir réel sur l'île passe aux dynasties auparavant marginalisées du Leinster, Munster et Connacht ainsi qu'à leurs parents les Uí Néill du Nord. Ses donations passées à un grand nombre de monastères ont miné les ressources du royaume et son échec à obtenir la suzeraineté sur Dublin, capitale économique de l'île, signifiait qu'il fournirait plus jamais d'Ard ri Erenn.

## Règne
On ne sait rien du début de la vie de Cormac sauf qu'elle s'est déroulée en grande partie pendant le règne de son père Art mac Máel Sechlainn meic Domnaill Ua Máel Sechlainn qui s'empare du trône en 1173 en tuant son frère, le précédent roi Domnall Bregach Ua Máel Sechlainn, Le père de Cormac est tué en 1184 par un fils de Domnall Mór Ua Briain Roi de Thomond lors d'une rencontre entre les deux souverains, selon les Annales des quatre maîtres, à l'instigations des anglo-normands. Il a comme successeur la même année Maelsechlainn Beag Ó Melaghlain, qui trois ans plus tard  défait Domnall, lors d'un combat, rase un château anglo-normand et en massacre la garnison. En 1202 les annales relèvent la mort d'un autre frère de Cormac nommé Dermot.
La première mention de Cormac dans les sources se situe en 1209/10 lorsqu'il tue Art mac Domnaill Ó Ruairc Roi de Breifne, En 1211 il défait les Anglo-normands à  Delvin (en) et tue le connétable Robert de Duncomar. L'année suivant il défait John de Gray évêque de Norwich et Justicier d'Irlande (1208-1213) il lui prend un large butin, plus tard lors de la bataille du « Wood of the High Trees » il défait une autre force anglo-normande en tuant une « grande multitude ». Cette bataille fut sans doute notable car elle est mentionnée par les Annales d'Ulster, qui sont par ailleurs peu disertes sur le destin du Clann Cholmain à partir du XIIe siècle. Cormac lui-même est défait, après cette victoire par Donnell fils de Maelsechlainn Beag dans ce qui semble être une guerre civile. Donnell est peu après tué et Cormac marche sur les domaines de  Maelsechlainn Beag, le contraignant  à l'exil et il détruit le château de Birr,. Il pille également le château anglais de Kilclare s'empare de chevaux et d'autres butins, provoquant une expédition de représailles contre lui où il est vaincu à la bataille de Tine Bridge en 1213 ce qui le contraint d'abandonner les domaines récemment conquis,.
Après cette défaite, Cormac est rarement mentionné dans les annales. Il est capturé en 1227 mais on ignore où et par qui ? Il est possible qu'il soutienne le roi de Connacht Felim mac Cathal Crobderg Ua Conchobair en 1236 dans ses tentatives pour recouvrer son trône,.

## Postérité
En 1239 Cormac meurt et il laisse six fils et a comme premiers successeurs deux de ces derniers: Diarmait Ruad O'Melaghlain (mort en 1249) et Art na Caislen mac Cormac Ó Melaghlain (floruit 1249/1253-1283)
Art na Caislen aura lui aussi un règne relativement victorieux pour un ultime « roi » de Mide, battant les Anglo-normands de Meath en 1264, en réaffirmant son contrôle sur les terres que son père avait perdues après la bataille de Tine Bridge et obtenant la soumission de nombreux chefs locaux.
Deux ans plus tard, ses gens repoussent une attaque de la famille de Bourg du Connacht.
Un autre descendant de Cormac, Cairpre Ó Melaghlain roi de Mide après son père Art en 1283, réussit à vaincre une coalition  d'Anglo-normands de Meath et de Magnus mac Conchobair Ruaid Ua Conchobair Roi de Connacht en 1289 avant d'être tué par traitrise l'année suivante par « Mac Cochlain et les Delbna ». Il a pour successeur pendant trois années son fils Murchadh mac Cairbre qui meurt en 1293 

## Sources
- (en) Francis John Byrne, Irish Kings and High-Kings, Dublin, Courts Press History Classics, 2001, 341 p. (ISBN 1-851-82-196-1).
- (en) T.W Moody, F.X. Martin,F.J. Byrne, Maps, Genealogies, Lists. A companion to Irish History part II, Oxford, Oxford University Press, coll. « A New History of Ireland » (no 9), 2011, 674 p. (ISBN 9780199593064), p. 131 « Southern Uí Néill: Ua Máel Sechlainn 1030-11184  » généalogie n°5 & Clan Cholmáinn Kings of Mide 766-1184 p. 195.
- (en) Goddard Henry Orpen (Introduction de Seán Duffy), Ireland under the Normands 1169-1333, Dublin, Four Courts Press (réédition), 2005, 633 p. (ISBN 9781846828188), p. 295,297-8,303
- (en) Bart Jaski, Genealogical tables of medieval Irish royal dynasties, Dublin, Four Courts Press, 2013 (ISBN 9781846824265), p. 102  Tableau-23  Ua Mailsechlainn 13th-16th c.